# Atlapetes forbesi
El matorralero de Apurímac (Atlapetes forbesi) es una especie de ave paseriforme de la familia Passerellidae endémica del Perú. A veces es tratada como subespecie del matorralero de orejas rufas (Atlapetes rufigenis). El nombre científico de la especie conmemora a Victor Courtenay Walter Forbes, diplomático británico en México, España y el Perú.

## Distribución
Es endémica de los Andes del centro sur del Perú (en Apurímac y Cuzco).